# 15分鐘城市
15分鐘城市是一個都市規劃概念，其目標是讓城市社区的居民都可以在步行或腳踏車路程可及的範圍內，可以滿足食衣住行育樂等，大部分日常所需的服務。此概念首先是由法裔哥倫比亞學者卡洛斯·莫雷诺在2016年所提出，之後又由巴黎市长安妮·伊达尔戈所推廣。此概念可描述為「回歸本地生活方式」。15分鐘城市是由各個15分鐘社區（或稱為步行區）串聯而成的。

## 歷史
15分鐘城市的中心思想部分來自於過去鄰近性和可步行性的論證，例如科拉伦斯·佩里的邻里单位，以及简·雅各布斯在《美国大城市的死与生》中提出的模型，卡洛斯·莫雷诺借鑑了前述作品中的概念與思路，將其融入現代概念，並於2016年首次發表。
巴黎市長安娜·伊达尔戈將15分鐘城市的計畫纳入了她的競選政見，廣為巴黎市民討論，並成功於2020年競選連任。
當年的全球2019冠状病毒病疫情也加快了15分鐘城市的討論和實施，尤其是對於氣候調適和疫情方面。C40都市氣候小組於2020年7月發布了一个框架，提供了15分鐘都市此一概念具體的施行規劃步驟；同時也提到在COVID-19爆發後在米蘭、马德里、爱丁堡和西雅图實施的計畫。C40都市氣候小組的報告强社區參與的重要性。藉由居民廣泛的討論來凝聚共識，並透過參與式預算等機制來調整城市规划和基础设施，由此建立密集、完整的社區功能。

## 研究模型
15分钟的城市的願景是發展多中心城市，使得人口高密度集中的都市社區也能享有充足的日常機能。
索邦大學教授卡洛斯·莫雷诺在2016年首次提出了15分鐘城市的概念，但其他「計時都市主義（chrono-urbanism）」領域的學者也提出了相似但不同的都市模型。

### 莫雷諾（Moreno）等人提出的15分鐘城市
莫雷諾（Moreno）等人在其2021年的文章中介绍了15分鐘城市的願景藍圖，強調未來都市應確保居民在15分鐘的步行或騎腳踏車路程内能够滿足六項都市機能（生活，工作，商業，醫療，教育和娱樂）。該模型框架包含四个元素：密度，鄰近度，多樣性和數位化。
莫雷諾（Moreno）等人在其文章中引用了尼科斯·薩林加羅斯的觀點，即認為都市發展存在一個最佳密度，滿足該條件時當地問題會自發性的自然解決。作者從空間及時間的角度討論鄰近性，并認為15分鐘城市會透過增加都市機能的鄰近性來減少活動所需的時間和空間。在這個都市模型中，多樣性既涉及混合用途開發，也涉及多元文化社區；這兩者將有助於改善都市生活，並增加社區對規劃過程的参與。數位化是借鑑於智慧城市的概念。莫雷諾（Moreno）等人認為視訊通話和網路購物等屬於工業4.0的技術，有助於大幅减少通勤的需求，這點業在COVID-19流行期間的到實務上的驗證。若這四個元素都能廣泛實施，將能構成一個具有高生活品質的無障礙都市。

### 翁敏等人提出的15分鐘步行社區
翁敏等人在其2019年的文章中以上海為研究案例，提出了15分鐘步行社區的概念，並強調社區可步行性與健康（尤其是慢性病）之間的聯繫。作者將15分鐘步行社區定位為改善居民身體健康的一種方式，並表示上海各區的可步行性存在差異。作者發現，農村地區的平均可步行性明顯較差，而可步行性差的地區往往有較高的兒童比例。與莫雷諾（Moreno）等人相比，作者更加關注步行的健康效益，以及各個年齡段在步行能力、步行情境方面的差異。 

### 達席瓦（Da Silva）等人提出的20分城市
達席瓦（Da Silva）等人在其2019年的文章中對位於亞利桑那州的都市坦佩進行了研究，提出了20分鐘城市的概念。在這座都市，所有日常服務設施都可以透過步行、騎腳踏車或轉乘都等交通方式，在20分鐘內到達。作者現，坦佩的交通十分便利，尤其是騎腳踏車，但交通便利性随地理區域而有不同。與莫雷諾（Moreno）等人相比，作者更加關注於建構都市環境中的設施可及性。

## 實際案例

### 非洲
奈及利亞的都市拉哥斯因2019冠状病毒病疫情而關閉各級學校，並將其轉作暫時性的食品市場，以防止大眾因恐慌而導致搶購衝突。該計畫還减少了居民的通勤時間，並增加了社區内的糧食供應。

### 亞洲
新加坡陆路交通管理局在2019年提出了2040年總體規劃，其中包含「20分鐘城镇」和「45分鐘城市」的發展目標。

#### 中国
2016年上海總體規劃要求建立「15分钟社區生活圈」，強調居民可以在步行15分鐘内完成所有日常活動。社區生活圈已在保定市和廣州等中国都市得到了不同程度的實施。
2018年开始实施的《城市居住区规划设计标准》（GB 50180-2018）中规定了“十五分钟生活圈居住区”、“十分钟生活圈居住区”、“五分钟生活圈居住区”和“居住街坊”四个层级，其中“十五分钟生活圈居住区”是指“以居民步行十五分钟可满足其物质与生活文化需求为原则划分的居住区范围；一般由城市干路或用地边界线所围合，居住人口规模为50000人～100000人（约17000套～32000套住宅），配套设施完善的地区”。
為處理都市蔓延問題，成都市提出「大城市」计划，該都市邊缘的開發將足夠密集，使居民在15分鐘的步行路程内，可以獲得基本生活所需的各項服務。

### 歐洲

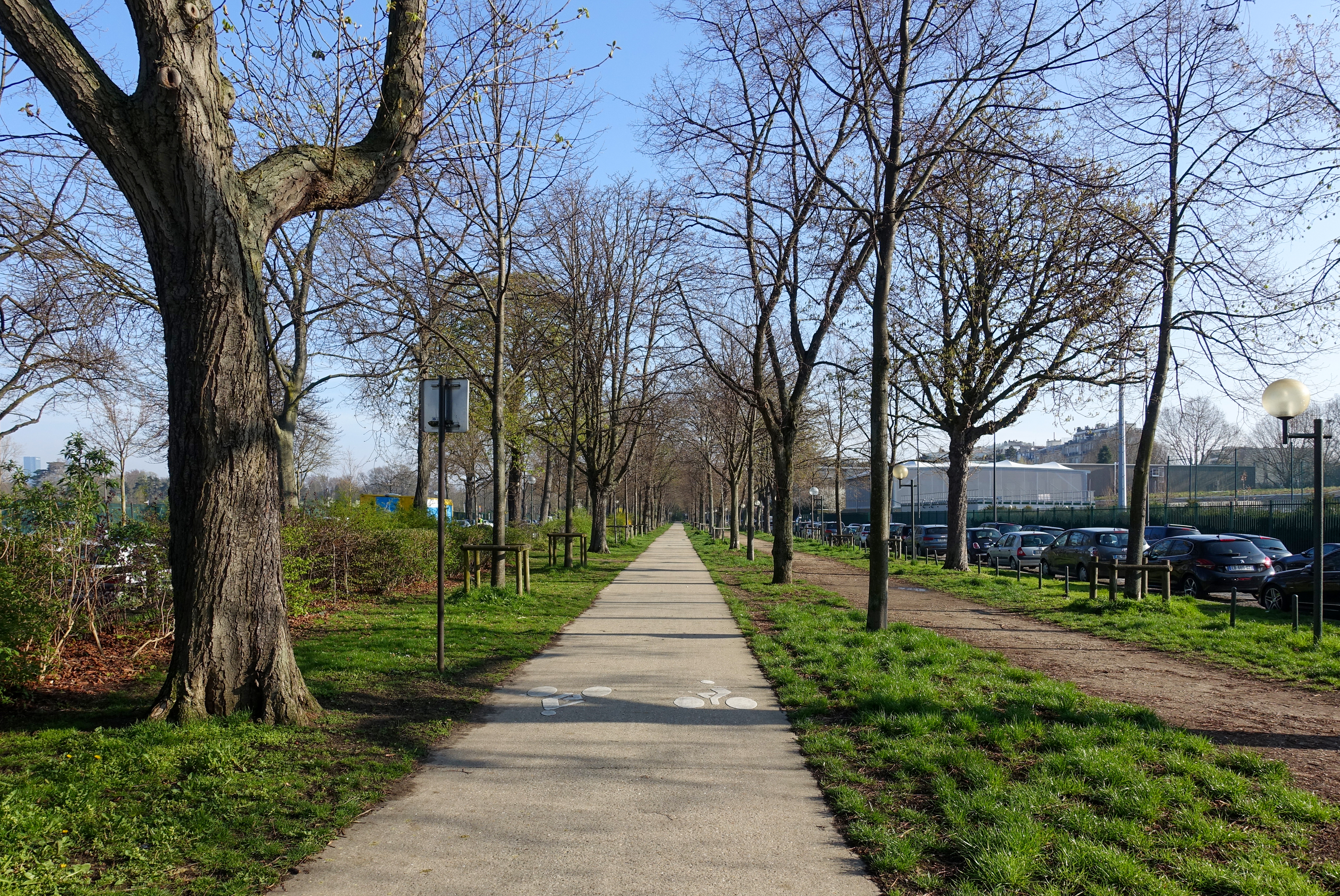
巴黎的腳踏車道

巴黎市長安娜·伊达尔戈在她2020年的連任競選中介绍了15分鐘城市的概念，並在冠状病毒大流行期間開始實施相關計畫。例如，學校操場在學生離開後就變成了公園，而巴士底广场等廣場已經改建為腳踏車道或重新植樹。
位於義大利薩丁島的都市卡利亚里為振興都市與改善可步行性，執行一個都市戰略計畫。如莫雷諾模型所述，纽约透过参與式規劃的執行來獲得群眾的參與和意見回饋。該計畫的一環包含要求重新利用閒置的公共場所和建物。

### 北美
俄勒岡的波特蘭市在2012年制定了都市完整街區的計畫，計畫目標包含：提供付得起的住房、推廣社區參與式規劃，以及對欠缺服務機能的街區展開展商業推廣活動。與翁敏等人相似，波特蘭模式將步行和騎腳踏車視為對抗肥胖等慢性疾病的方法，同時強調必須提供付得起的健康食品。波特蘭計畫特别要求在過程中必須高度透明和社區參與，這與莫雷諾（Moreno）等人重視的「多樣性」元素不謀而合。

### 南美洲
2021年3月，哥伦比亚首都波哥大興建了84公里長的腳踏車道，以鼓勵民眾在冠状病毒流行期間保持社交距離。這類行人/腳踏車道（當地稱作Ciclovía）起源於1974年，在此街道的範圍內禁止機動車通行，只允許行人與腳踏車。該腳踏車道是目前同類型設施中，規模最大、距離最長的一座。

### 大洋洲
澳洲墨尔本制定了《墨爾本2017-2050年計畫》，以因應逐漸飽和的人口和交通阻塞。該計畫包含15分鐘城市概念的多種要素，例如興建新的腳踏車道和「20分鐘社區」的建设。

## 含意
15分鐘城市的願景强調的是可步行性和可及性，希望顧及過去在都市規劃中被忽視的群體，如婦女、兒童、身心障礙和老年人。
15分鐘城市還强調学校、公园等設施的活化利用，以期提高居民居民的生活品質及其所需的都市機能。
15分鐘城市關注都市中的綠地，並可能有助於都市環境的改善，例如增加生物多樣性和防止入侵物种。

## 負面評論
儘管世界各地的許多都市已經實施類似15分鐘城市概念的政策，但對於該模型是否使居民受益，仍然存在爭議。批評者指出，密集的、可步行的社區核心的形成（例如15分鐘社區等）通常會導致士紳化。士紳化的過程可能由居住成本的上漲開始，難民、移工、原住民等弱勢族群被迫搬離原社區，轉由中產階級取而代之。
由於該理念的起源很大程度上是基於歐洲背景來思考，批評者認為該模型的實施可能是傾向殖民主义的，並會對邊緣化社區造成不可逆的傷害。
此外，批評者也指出，該模式不是放諸四海皆準的，像歐洲這樣城市蔓延程度較低的都市形態，比起亞洲和北美更容易實現這一概念。不過成都正是要利用15分鐘城市概念來遏止城市蔓延。